# البهائية في أرمينيا
أقدم اتصال موثق حتى الآن بين الأرمن والدين البابي البهائي بدأ على نحو مؤسف في نفي وإعدام الباب، مؤسس الدين البابي، الذي اعتبره البهائيون دينًا رائدًا، لكنه انتهى بشجاعة بفضل الضابط الأرمني. وفي نفس العام نُقلت تعاليم الدين الجديد إلى أرمينيا. من الضروري إجراء المزيد من الأبحاث لتحديد التفاصيل. وبعد عقود من الزمان، أثناء فترة القمع السوفييتي للدين، أصبح البهائيون في أرمينيا معزولين عن البهائيين في أماكن أخرى. وفي نهاية المطاف، بحلول عام 1963، حُددت المجتمعات البهائية في يريفان وأرتز وأُعيد تأسيس الاتصالات. وفي وقت لاحق، في زمن البيريسترويكا، عندما سُمح بالحريات المتزايدة، كان هناك عدد كافٍ من البهائيين في بعض المدن بحيث أمكن تشكيل الجمعيات الروحية المحلية البهائية في تلك المجتمعات البهائية في عام 1991. تمكن البهائيون الأرمن من انتخاب جمعيتهم الروحية الوطنية في عام 1995.

## الفترة المبكرة
يبدأ الاتصال بين أرمينيا والدين البهائي بتاريخ التفاعلات بين الحاج ميرزا آقاسي وميرزا عباس نوري، تلا ذلك ثلاث عمليات نفي متتالية للباب بأمر من آقاسي ومحاكمته باعتباره مرتدًا. بسبب أفعال مثل هذه، أطلق عليه شوقي أفندي لقب "المسيح الدجال للوحي البابي" عندما كان أصغر سنًا، فقد أكاسي مكانته لبضع سنوات من عام 1821 نتيجة لتداعيات التنافس بين إخوة بهاء الله الأكبر سنًا في بلاط الشاه، ولكن في وقت لاحق عندما أصبح أكاسي رئيسًا للوزراء، حرض على العديد من الإجراءات ضد والد بهاء الله. بعد سقوط آقاشي من السلطة، أدت الحركة التي شجعها ضد الباب إلى خطط لإعدامه. وكان الجنود الأرمن هم الذين شاركوا في المحاولة الأولى لإعدام الباب. وفقًا لتقرير الإعدام، الذي كتبه السير جاستن شيل، المبعوث فوق العادة والوزير المفوض للملكة فيكتوريا في طهران إلى اللورد بالمرستون، وزير الخارجية البريطاني، في 22 يوليو 1850، يسجل ما يلي: "عندما انقشع الدخان والغبار بعد إطلاق النار، لم يكن من الممكن رؤية الباب، وأعلن العامة أنه صعد إلى السماء. لقد قطعت الكرات الحبال التي كان مقيدًا بها ..." بعد فترة وجيزة، عُثر على الباب ورفيقه الشاب وإحضارهما للإعدام. رفضت القوات الأرمنية إطلاق النار، وشُكلت فرقة إعدام مسلمة وأُمرت بإطلاق النار. منذ عام 1850 فصاعدًا انتشرت مجموعات صغيرة من البابيين في جميع أنحاء القوقاز بما في ذلك أرمينيا.
بحلول الوقت الذي بدأت فيه آثار ثورة أكتوبر بالانتشار عبر الإمبراطورية الروسية وتحويلها إلى الاتحاد السوفييتي، كان البهائيون قد انتشروا في معظم الأراضي السوفييتية. ومع ذلك، مع سياسة القمع الديني السوفيتية، فإن البهائيين، الذين التزموا بشكل صارم بمبدأ طاعة الحكومة الشرعية، تخلوا عن إدارتها وأُممت كل الممتلكات. بحلول عام 1938 فقدت معظم المجتمعات في جميع أنحاء الاتحاد السوفييتي الاتصال بالبهائيين في أماكن أخرى. في عام 1953 بدأ البهائيون في الانتقال إلى الجمهوريات السوفييتية في آسيا، بعد أن أطلق رئيس الدين في ذلك الوقت، شوقي أفندي، خطة أطلق عليها اسم الحملة العشرية. وفي ذروة هذه الخطة، في عام 1963، رُممت مراكز مختلفة في المنطقة بما في ذلك أرمينيا، وفي ذلك الوقت كان هناك مجتمع بهائي ليس فقط في يريفان ولكن أيضًا في أرتيز.

## المجتمع الحديث
منذ نشأتها، كان للدين دور في التنمية الاجتماعية والاقتصادية بدءًا من منح المزيد من الحرية للنساء، وترويج تعليم الإناث باعتباره أولوية، وقد عُبر عن هذه المشاركة عمليًا من خلال إنشاء المدارس والتعاونيات الزراعية والعيادات. ودخل الدين مرحلة جديدة من النشاط عندما صدرت رسالة بيت العدل الأعظم بتاريخ 20 أكتوبر 1983. وحث البهائيين على البحث عن طرق متوافقة مع التعاليم البهائية، والتي يمكنهم من خلالها المشاركة في التنمية الاجتماعية والاقتصادية للمجتمعات التي يعيشون فيها. في عام 1979 كان هناك 129 مشروعًا بهائيًا للتنمية الاجتماعية والاقتصادية معترفًا بها رسميًا في جميع أنحاء العالم. وبحلول عام 1987، ارتفع عدد مشاريع التنمية المعترف بها رسميا إلى 1482 مشروعا. وعندما سمحت البيريسترويكا بجو مناسب لكي يبدأ البهائيون في الاجتماع والتنظيم مرة أخرى، شُكلت أول الجمعيات الروحية المحلية في أرمينيا في عام 1991. بعد أن أصبحوا جزءًا من الجمعية الوطنية الإقليمية مع روسيا منذ عام 1992، انتخب البهائيون الأرمن أول جمعية روحية وطنية لهم في عام 1995 مع يد القضية، روحية خانوم ممثلة لبيت العدل العالمي. وعلى الرغم من تاريخ المساهمة في المجتمعات التي يتواجد فيها البهائيون، هناك قوانين مقترحة في الهيئة التشريعية الأرمنية في عام 2009 تقترح تقييد الأنشطة الدينية: يقترح أحد القوانين أن أولئك الذين ينظمون حملات لنشر إيمانهم سيواجهون عقوبة السجن لمدة تصل إلى عامين، في حين أن أولئك الذين ينخرطون ببساطة في نشر إيمانهم سيواجهون عقوبة السجن لمدة تصل إلى عام واحد أو غرامة تزيد عن الحد الأدنى للأجور لمدة ثماني سنوات بينما يقترح القانون الآخر أن الحصول على الوضع القانوني يتطلب 1000 عضو بالغ وقيود أخرى. كتبت صحيفة "غولوس أرميني" الأرمينية اليومية عام ١٩٩٥: "يبدو أن في مجتمعنا مجموعة من الناس العزل تمامًا، الذين يمكن ضربهم وإرهابهم باستمرار". وفي وقت لاحق من التقرير، ذكرت: "بعبارة أخرى، نحن نتعامل مع حالة اعتداء مُخطط لها مسبقًا وواسع النطاق على (مختلف الديانات بما في ذلك البهائيين)".
هناك بهائيون بين الشتات الأرمني بالإضافة إلى الزوار البهائيين لأرمينيا. سافر حوالي 15 بهائيًا أرمنيًا إلى كييف ليكونوا من بين 730 مشاركًا في مؤتمر إقليمي للدين في عام 2009.

### التركيبة السكانية
صرحت وزارة الخارجية الأمريكية في عام 2005 أنه لا يوجد نظام موثوق به لجمع بيانات إحصائية دقيقة عن الأقليات الدينية، ولكن البهائيين يزعمون أن لديهم أكثر من 200 عضو، يعيش معظمهم في يريفان.

## روابط خارجية
- الجماعة البهائية في أرمينيا